# Paweł Hertz
Paweł Hertz (ur. 29 października 1918 w Warszawie, zm. 13 maja 2001 tamże) – polski pisarz, poeta, tłumacz i wydawca.

## Życiorys
Urodził się w spolonizowanej żydowskiej rodzinie Michała, inżyniera chemika, i Pauliny z Turowerów. Uczęszczał do Gimnazjum im. Mikołaja Reja w Warszawie, z własnego wyboru porzucił szkołę i nigdy nie przystąpił do matury. W latach 1935–1937 podróżował po Austrii i Włoszech. W części podróży towarzyszył mu m.in. Jarosław Iwaszkiewicz. Od końca 1937 mieszkał w Paryżu, gdzie uczęszczał na wykłady École des Hautes Études Internationales. W kręgu homoseksualistów nazywano go wówczas „księżniczką Izraela”.
Latem 1939 wrócił do Polski. Po wybuchu II wojny światowej dotarł przez majątek Stradecz do Lwowa. Tam w styczniu 1940 został aresztowany i osadzony przez Rosjan w więzieniu zamarstynowskim, a następnie skazany na osiem lat pobytu w obozie, po czym przez więzienia w Chersoniu i Dniepropietrowsku trafił do obozu w Iwdielu na Syberii. Po układzie Sikorski-Majski i amnestii dotarł do polskiej delegatury w Ałma Acie. W 1942 rozpoczął, na zlecenie delegatury Ambasady RP, organizowanie szkół polskich na terenie Kirgizji, a następnie został przedstawicielem Ambasady RP na rejon Frunze. Po zerwaniu stosunków dyplomatycznych między rządem RP a władzami radzieckimi ponownie aresztowany. Po zwolnieniu wyjechał do Samarkandy, gdzie do jesieni 1944 pracował jako bibliotekarz Samarkandzkiego Muzeum Okręgowego i bibliograf w Bibliotece im. A. Puszkina. Swoje przeżycia z tego okresu opisał m.in. w książce Sedan (1948). Do Polski wrócił w grudniu 1945 i początkowo zamieszkał w Łodzi, w 1949 przeniósł się na stałe do Warszawy, gdzie kontynuował pracę twórczą i pracował jako redaktor.
Od roku 1945 był członkiem redakcji tygodnika „Kuźnica”, wstąpił też do PPR (od 1948 PZPR). Z czasem zajął stanowisko opozycyjne wobec partii, a w 1957 wystąpił z niej. W marcu 1964 był sygnatariuszem Listu 34 w obronie wolności słowa. W 1969 został członkiem zarządu Polskiego PEN Clubu. W latach 1975–1978 był wiceprezesem, a od grudnia 1980 członkiem zarządu Związku Literatów Polskich. Na chrzest zdecydował się w wieku 60 lat. Należał do Rady Duszpasterstwa Środowisk Twórczych oraz Rady do Spraw Stosunków Polsko-Żydowskich przy prezydencie RP (1991–1995). Był członkiem korespondentem Institut für die Wissenschaften vom Menschen w Wiedniu. 
Na Pawle Hertzu Czesław Miłosz wzorował postać Piotra Kwinto w swojej powieści Zdobycie władzy (1955). 
Zmarł w Warszawie, pochowany na cmentarzu Powązkowskim (kwatera 119-6-17). 

## Działalność literacka i wydawnicza
Debiutował w wieku 16 lat wierszem Popiół w „Wiadomościach Literackich” nr 29 (1934), w okresie międzywojennym swoje wiersze publikował także w „Skamandrze”. Pierwszy tom wierszy Nocna muzyka wydał w wieku 17 lat (1935). W kolejnych latach swoje wiersze, szkice literackie i recenzje publikował m.in. w: „Tygodniku Powszechnym”, „Nowej Kulturze”, „Kuźnicy”, „Więzi”, „Znakach czasu”, „Zeszytach Literackich”. Do jego najbliższych przyjaciół należeli Jarosław Iwaszkiewicz, Czesław Miłosz, Zygmunt Mycielski, Antoni Sobański, Stefan Kisielewski, Julian Stryjkowski, Henryk Krzeczkowski; utrzymywał także bliskie kontakty ze środowiskiem paryskiej „Kultury” – m.in. z Józefem Czapskim, Zygmuntem Hertzem, Konstantym A. Jeleńskim. W latach 1945–1948 należał do zespołu redakcyjnego „Kuźnicy”. W latach 1949–1952 był kierownikiem redakcji klasycznej literatury rosyjskiej w Państwowym Instytucie Wydawniczym, 1954–1959 należał do komitetu redakcyjnego Słownika języka polskiego, a w latach 1955–1978 i 1979–1982 współredagował „Rocznik Literacki”, w 1978 wszedł do rady redakcyjnej pisma „Res Publica” (następnie „Nowa Res Publica”), w 1990 należał do redakcji Tygodnika „Solidarność”. W 1957 roku był jednym z inicjatorów i członków redakcji miesięcznika „Europa” (pismo zostało zawieszone przez władzę przed ukazaniem się pierwszego numeru). Opracował monumentalną 7-tomową antologię XIX wiecznej poezji polskiej Zbiór poetów polskich XIX-wieku, (t. I–VII, 1959–1979), ułożył Księgę cytatów z polskiej literatury pięknej (wraz z Władysławem Kopalińskim, 1975), oraz redagował liczne edycje polskich pisarzy i poetów (m.in. Kazimiery Iłłakowiczówny, Jana Kasprowicza, Zygmunta Krasińskiego, Teofila Lenartowicza, Juliusza Słowackiego). Był inicjatorem reprintowania książek cennych dla kultury polskiej (należał do Rady Programowej do Spraw Reprintów przy Wydawnictwach Artystycznych i Filmowych). W 1977 zainicjował w Państwowym Instytucie Wydawniczym serię „Podróże”, gdzie pod swoją redakcją wydał osiemnaście tomów dzieł klasycznej literatury podróżniczej. Opracował wielotomowe polskie wydania dzieł Fiodora Dostojewskiego, Aleksandra Puszkina, Lwa Tołstoja, Iwana Turgieniewa i in. 23 sierpnia 1980 dołączył do apelu 64 uczonych, pisarzy i publicystów do władz komunistycznych o podjęcie dialogu ze strajkującymi robotnikami.
Wielokrotnie był nagradzany za swój dorobek translatorski, tłumaczył m.in. Annę Achmatową, Josifa Brodskiego, Jacoba Burckhardta, Antoniego Czechowa, Fiodora Dostojewskiego, Hugo von Hofmannsthala, Pawła Muratowa, Marcela Prousta, Iwana Turgieniewa.

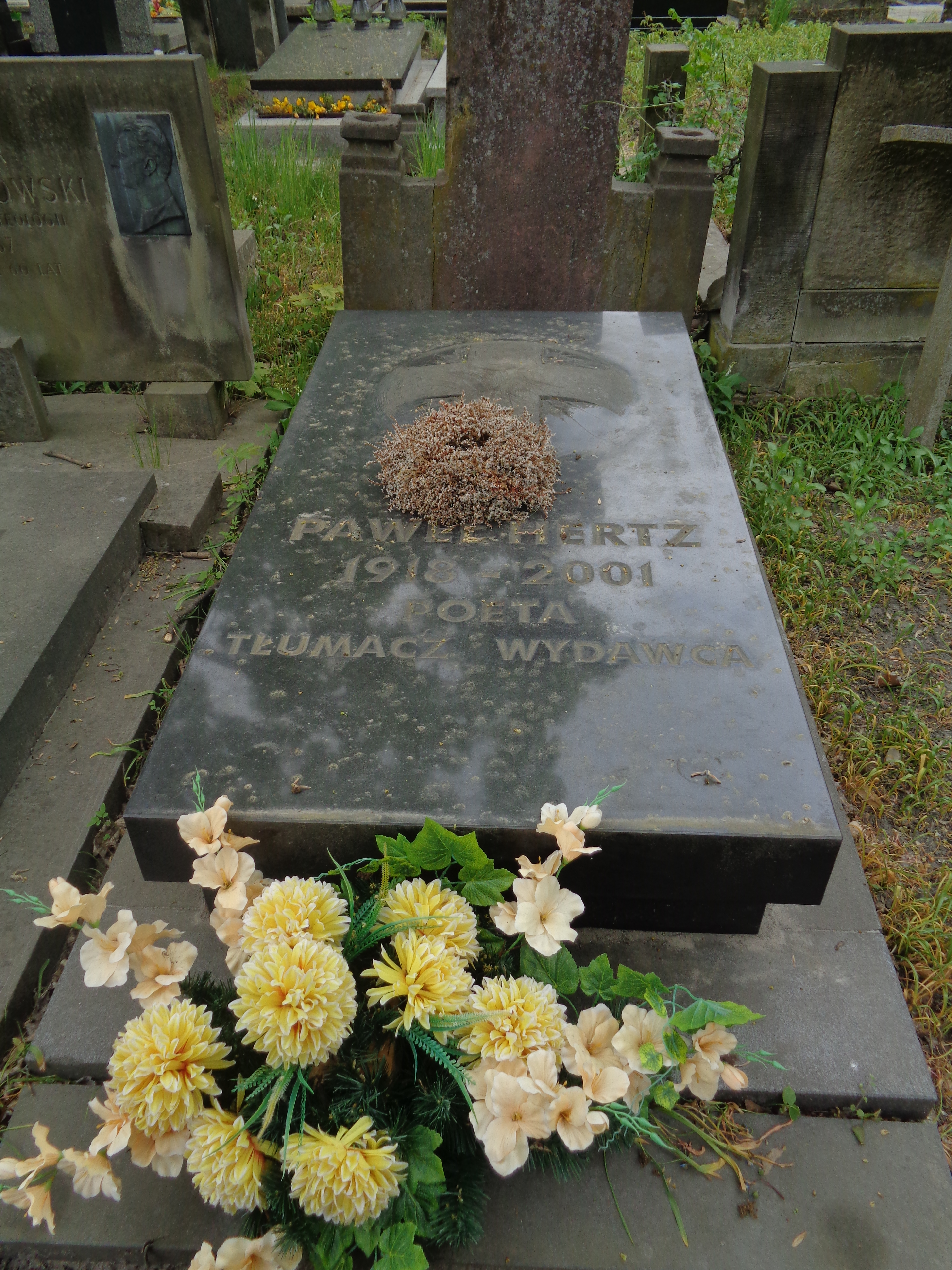
Grób Pawła Hertza na cmentarzu Powązkowskim w Warszawie

## Cytaty
Andrzej Kijowski nazwał go „wytwornym pięknisiem i snobem” (13 I 1957).
Mariana Brandysa złościło funkcjonowanie Pawła Hertza i jego przyjaciela Henryka Krzeczkowskiego na specjalnych warunkach w środowisku literackim: „Im się pozwala na mówienie takich rzeczy, jakich nie ścierpiałoby się od rdzennego polskiego oenerowca, bo nie traktuje się tego na serio. Ale już najwyższy czas, aby to traktowanie zmienić, bo Krzeczkowski i Hertz stali się najbardziej zdecydowanymi wrogami i paszkwilantami demokratycznej opozycji” (5 IV 1978).

## Twórczość

### Tomy poetyckie
- Nocna muzyka, Warszawa, Sfinks, 1935
- Szarfa ciemności, Warszawa, F. Hoesick, 1937
- Dwie podróże, Warszawa, Czytelnik, 1946
- Małe ody i treny, Warszawa, KiW, 1949
- Nowy lirnik mazowiecki, Warszawa, Czytelnik, 1953
- Wiersze wybrane, Warszawa, PIW, 1955
- Pieśni z rynku, Warszawa, PIW, 1957
- Śpiewnik podróżny i domowy, Warszawa, PIW, 1969
- Poezje, Warszawa, PIW, 1983
- Poezje wybrane, Warszawa, LSW, 1992

### Proza i eseje
- Z naszej loży (wraz z J. Rojewskim), Łódź, Poligrafika, 1946
- Notatnik obserwatora, Łódź, W. Bąk, 1948
- Sedan, Warszawa, Książka, 1948
- Portret Słowackiego, Warszawa, PIW, 1949 (ostatnie wyd. Zeszyty Literackie, 2009)
- Dziennik lektury, Warszawa, PIW, 1954
- Notatki z obu brzegów Wisły, Warszawa, Czytelnik, 1955
- Domena polska, Warszawa, PIW, 1961
- Słowacki. Romans życia, Warszawa, PIW, 1961
- Ład i nieład, Warszawa, PIW, 1964
- Wieczory warszawskie, Warszawa, Czytelnik, 1974
- Świat i dom, Warszawa, PIW, 1977
- Miary i wagi, Warszawa, PIW, 1978
- Patrzę się inaczej, Warszawa, Pavo, 1994
- Gra tego świata, Warszawa, Więź, 1997
- Sposób życia. Z Pawłem Hertzem rozmawia Barbara R. Łopieńska, Warszawa, PIW, 1997
- Szkice warszawskie. Wyb. i oprac. Marek Zagańczyk. Warszawa, Muzeum Warszawy, 2016

### Wydania listów
- Listy do Czesława Miłosza, w: Czesław Miłosz, Zaraz po wojnie. Korespondencja z pisarzami 1945–1950, Kraków, Znak, 1998
- Korespondencja z Jarosławem Iwaszkiewiczem, w: „Zeszyty Literackie” nr 81, 101, 103
- Korespondencja z Aleksandrem Watem, w: Aleksander Wat, Korespondencja, tom I i II, Warszawa, Czytelnik, 2005
- Paweł Hertz / Anna i Jarosław Iwaszkiewiczowie, Korespondencja, Warszawa, Zeszyty Literackie, 2015

### Wybrane tłumaczenia
- Ilja Erenburg Upadek Paryża, Warszawa, Książka, 1946
- Lew Tołstoj Dzieciństwo; Lata Chłopięce; Młodość, Warszawa, Czytelnik, 1950
- Iwan Turgieniew Opowiadania wybrane, Warszawa, KiW, 1951
- Anatole France Czerwona Lilia, Warszawa, Czytelnik, 1960
- Anatole France Historia komiczna, Warszawa, Czytelnik, 1962
- Georges Lenôtre Ze starych papierów, Warszawa, Czytelnik, 1965
- Marcel Proust Jan Santeuil, t. I–II, Warszawa, PIW, 1969
- Paweł Muratow Obrazy Włoch, t. I–II, Warszawa, PIW, 1972 (ostatnie wyd. Zeszyty Literackie, 2006–2012)
- Wiktor Łazariew Dawni mistrzowie, Warszawa, PWN, 1984
- Martin Buber Opowieści chasydów, Poznań, W Drodze, 1986 (ostatnie wyd. Zeszyty Literackie, 2005)
- Jacob Burckhardt Czasy Konstantyna Wielkiego, Warszawa, PIW, 1992
- Astolphe de Custine Rosja w roku 1839, t. I–II, Warszawa, PIW, 1995
- Hugo von Hofmannsthal Księga przyjaciół i szkice wybrane, Kraków, WL, 1997

### Wybrane prace redakcyjne
- Aleksander Puszkin Dzieła wybrane, t. I–VI, Warszawa, PIW, 1953–1954
- Iwan Turgieniew Z pism, t. I–IX, Warszawa, PIW, 1953–1956
- Fiodor Dostojewski Z pism, t. I–X, Warszawa, PIW, 1955–1964
- Lew Tołstoj Dzieła, t. I–XIV, Warszawa, PIW, 1956–1958
- Zbiór poetów polskich XIX-wieku, t. I–VII, Warszawa, PIW, 1959–1979
- Zygmunt Krasiński Dzieła literackie, t. I–III, Warszawa, PIW, 1973
- Księga cytatów z polskiej literatury pięknej (wraz z Władysławem Kopalińskim), Warszawa, PIW, 1975
- Juliusz Słowacki Dzieła wybrane (wraz z Marianem Bizanem), t. I–III, Warszawa, PIW, 1986
- Portret młodego artysty. Listy Józefa Rajnfelda do Jarosława Iwaszkiewicza (wraz z Markiem Zagańczykiem), Warszawa, Tenten, 1997

## Ordery i odznaczenia
- Krzyż Komandorski Orderu Odrodzenia Polski (1996)
- Krzyż Kawalerski Orderu Odrodzenia Polski (1974)
- Srebrny Krzyż Zasługi (8 maja 1946)[8]
- Medal 10-lecia Polski Ludowej (19 stycznia 1955)[9]

## Nagrody
- Nagroda PEN Clubu za przekłady literatury francuskiej (1971)
- Nagroda Fundacji im. A. Jurzykowskiego w Nowym Jorku (1972)
- Nagroda PEN Clubu za wybitne osiągnięcia edytorskie (1978)
- Nagroda „Literatury na Świecie” za przekłady (1995)
- Nagroda literacka Stowarzyszenia Autorów ZAiKS dla tłumaczy (1996)[10]

## Upamiętnienie
W październiku 2022 w siedzibie Państwowego Instytutu Wydawniczego zostało odsłonięte popiersie Pawła Hertza.